# Línea 501 (Almirante Brown)
La línea 501 es una línea de colectivos del Partido de Almirante Brown. Su recorrido contempla desde la estación Glew y la Estación Longchamps hacia distintos barrios del partido, siendo prestado el servicio por la empresa Empresa 501 S.A (EQU S.A).
El servicio es abonado mediante la tarjeta SUBE, y cuenta con unidades piso bajo adaptadas para personas con discapacidad en sus diversos ramales, siendo este tipo de unidades casi la totalidad de la flota en el caso del Ramal Adrogué.

## Recorridos
- Cartel "Los Altos" (Estación Longchamps – Barrio Los Altos-  est.rafael calzada), Estación Longchamps (lado Este), Chiessa, Alsina, M. de Tieghi, San Martin, Lima, Buenos Aires, Los Cipreses, Quintana, Pringles, Castillo, Santa Fe, República Argentina, Juan B. Justo, República Argentina, Joaquín V. González, French, Presidente Perón, Estación Rafael Calzada. Vuelta: Estación R. Calzada, Saavedra, Gral. Arias, Azopardo, French, Joaquín v. González, República Argentina, Juan B. Justo, República Argentina, Santa Fe, Castillo, Pringles, Quintana, Los Cipreses, Buenos Aires, Lima, San Martin, Estación Longchamps (lado este).
- Cartel "Villa París" Estación Longchamps – Glew (por Villa Paris).
- Cartel "Barrio Municipal" Estación Longchamps – Barrio Municipal.
- Cartel "Los Pinos" Estación Longchamps – Barrio Los Pinos.
- Cartel "Los Pinos 2" Estación Longchamps – Barrio Los Pinos (Vucetich y Garcia).
- Cartel "Santa Rosa" Estación Longchamps – Barrio Santa Rosa (casi Barrio Gendarmería).
- Cartel "Parque Roma" Estación Glew – Barrio Parque Roma.
- Estación Glew – Barrio Parque Ipona.
- Estación Glew – Barrio U.O.C.R.A. – Barrio Gorriti.
- Barrio U.O.C.R.A. / Est. Glew / Bº Los Álamos / Est. Longchamps / Est. Burzaco / Adrogué.